# 타카마가하라
타카마가하라(高天原)는 높은 고원으로 일본 신화의 장소이다. 신토에서 타카마가하라는 카미가 사는 곳이었으나 신사 또는 다른 정화된 장소로 초대받아 떠났다고한다.

## 개요
타카마가하라는 흔들 다리인 아마노우키 하시로 외부와 연결되어 있다고 믿어진다.

## 학자의 논문
일본의 일본어학자 쓰쿠바 대학 도쿄 세이 토쿠 단기 대학 명예 교수인 마부치 가즈오(馬渕和夫)는 고천원(高天原)이 대한민국 경상북도 고령 땅이라는 내용을 담은 논문을 작성한 바 있다.
이경희 가야대학교 총장은 '소모리산(曾尸茂梨)'을 경상남도 가조에 있는 우두산(牛頭山)으로 보고 하루 만에 갈 수 있는 고령을 고천원으로 비정하였다.
김종택은 고천원을 거창군 가조면으로 비정하며 다음과 같은 근거를 제시하였다.
- 니니기노미고도(邇邇藝命)가 정착한 '가사(笠沙)', 황손 아마츠히코호노니니기노미코토(天津彦彦火瓊瓊杵尊)가 정착한 '가(笠)'는 모두 '가조(加祚)'를 말하는 것이다. 즉, 이주민이 지명을 함께 가지고 가는 것은 자연스러운 현상이라는 것이다.
- 현재까지도 가조면의 중심지 고지에 '마치마'라는 마을이 있는데 'ᄆᆞᇀ/ᄆᆞᆾ(高) + ᄎᆞᆫ + 마(村, 原) → ᄆᆞᄎᆞᆫ마 → 마처마/마치마'의 변화로 보고 고천원(高天原)과 같은 의미라는 것이다. 이 곳에서는 궁궐터가 발견되기도 하였다.
- 마치마에서 동북쪽으로 3~4km 떨어진 곳에 '우두산(牛頭山)'이 있고 그 북쪽자락에 '우혜리(牛惠里)'라는 평원이 있는데 이곳을 스사노오(素戔鳴尊)가 고천원에서 강림한 '소시모리(曾尸茂梨)'로 비정할 수 있다.
- 가조면 고만리(古萬里)에 궁배미라는 저수지에는 '가야산하 만수동 한양 조씨 천년 도읍지' 전설이 전해져 내려오는데 이곳이 '아마테라스오호미가미'가 나라를 다스리던 궁궐터라는 것이다. '고만리'는 'ᄀᆞᆷ안들(禁中, 宮廷)' 즉 '신의 안 들'로 해석한다.
- 아마테라스오호미가미가 동생 스사노오를 피해 동굴에 숨자 그를 나오게 하기 위하여 온 세상의 장닭들을 모아 굴 앞에서 울게 하였다고 하는데 그 석굴이 있는 산 이름이 '닭뫼(飛鷄山)'이고 바로 궁궐터 뒤에 있다.

위와 같은 근거와 더불어 '신라국(新羅國) 소시모리(曾尸茂梨)'라는 기록에서 '신라(新羅)'라는 나라 이름이 쓰이기 시작한 시기는 4세기 이후인데, 3, 4세기에 이르러 신라와 백제가 성읍 국가에서 벗어나 강력한 영역국가로 확대되어가는 과정에서 '*加召加耶'는 더 이상 독자적인 명맥을 유지하지 못하고 패망하였으며, 그 지배 세력이 새로운 'ᄀᆞᆺ벌(加召伐)'을 찾아 일본열도로 떠난 것이라는 견해이다. 물론 가조(加祚)에는 天安河에 비교될 강이 있고, 구석기, 신석기, 청동기시대 이래 고대 가야시대의 유물 유적이 곳곳에 늘려 있다.
이기동은 '고마나리(熊川)'를 거쳐 일본 땅 쓰쿠시(筑紫)에 이르는 과정은 우두산(牛頭山)이 있는 가조 분지가 아니면 도저히 합리적으로 설명될 수 없다며 고천원을 거창의 가조(加祚, 加召)로 비정하였다.
이병도는 '소시모리(曾尸茂梨)'를 '서라벌'로 비정하고, 고천원(高天原)은 청도군 이서면으로 비정하였다. 고대인들의 경우 출신지를 이름 앞에 붙여서 특정 집단 소속을 나타내는 것을 흔히 볼 수 있는데, 일본의 근원적 조상신이라 할 '이자나기'(伊奘諾尊, 伊 耶那岐神), '이자나미'(伊奘冉尊, 伊耶那美神)의 이름으로부터 '이서(伊西)'를 찾을 수 있다는 견해이다.

## 같이 보기
- 타카마가하라산 - 군마현의 산
- 일선동조론
- 고천원고지비(일본어판)
- 고천원공원 - 가야대학교 경상북도 고령캠퍼스내 소재